# Shrek, fais-moi peur !
 (novembre 2023).
La mise en forme du texte ne suit pas les recommandations de Wikipédia : il faut le « wikifier ».
Les points d'amélioration suivants sont les cas les plus fréquents. Le détail des points à revoir est peut-être précisé sur la page de discussion.
- Les titres sont pré-formatés par le logiciel. Ils ne sont ni en capitales, ni en gras.
- Le texte ne doit pas être écrit en capitales (les noms de famille non plus), ni en gras, ni en italique, ni en « petit »…
- Le gras n'est utilisé que pour surligner le titre de l'article dans l'introduction, une seule fois.
- L'italique est rarement utilisé : mots en langue étrangère, titres d'œuvres, noms de bateaux, etc.
- Les citations ne sont pas en italique mais en corps de texte normal. Elles sont entourées par des guillemets français : « et ».
- Les listes à puces sont à éviter, des paragraphes rédigés étant largement préférés. Les tableaux sont à réserver à la présentation de données structurées (résultats, etc.).
- Les appels de note de bas de page (petits chiffres en exposant, introduits par l'outil «  Source ») sont à placer entre la fin de phrase et le point final[comme ça].
- Les liens internes (vers d'autres articles de Wikipédia) sont à choisir avec parcimonie. Créez des liens vers des articles approfondissant le sujet. Les termes génériques sans rapport avec le sujet sont à éviter, ainsi que les répétitions de liens vers un même terme.
- Les liens externes sont à placer uniquement dans une section « Liens externes », à la fin de l'article. Ces liens sont à choisir avec parcimonie suivant les règles définies. Si un lien sert de source à l'article, son insertion dans le texte est à faire par les notes de bas de page.
- La présentation des références doit suivre les conventions bibliographiques. Il est recommandé d'utiliser les modèles {{Ouvrage}}, {{Chapitre}}, {{Article}}, {{Lien web}} et/ou {{Bibliographie}}. Le mode d'édition visuel peut mettre en forme automatiquement les références.
- Insérer une infobox (cadre d'informations à droite) n'est pas obligatoire pour parachever la mise en page.

Pour une aide détaillée, merci de consulter Aide:Wikification.
Si vous pensez que ces points ont été résolus, vous pouvez retirer ce bandeau et améliorer la mise en forme d'un autre article.
Pour plus de détails, voir Fiche technique et Distribution.
Shrek, fais-moi peur ! (Scared Shrekless) est un TV Special américain d'animation de format court, issu de la franchise Shrek et diffusé pour la première fois le 28 octobre 2010, durant la période d'Halloween sur NBC et en France le 11 novembre 2010 sur TF1. Au Québec, le court métrage a été diffusé sur TVA. et a été sorti en DVD en 2011 par DreamWorks Animation Home Entertainment et distribuée par Paramount Home Entertainment

## Synopsis
Halloween est le jour favori de Shrek, et l'ogre se délecte déjà à l'idée de passer une nuit effrayante à sa façon : Au lieu d'user des farces habituelles ou d'offrir les traditionnels bonbons, Shrek met au défi l'Âne, le Chat Potté et tous ses autres amis de passer la nuit dans le château hanté de Lord Farquaad à se raconter des histoires effrayantes, chacun à son tour...

### Histoires effrayantes
- "La fiancée de Tit-Biscuit" racontée par Tit-Biscuit (parodie de La Fiancée de Frankenstein)

Dans cette histoire, Tit-Biscuit demande à son créateur Papatissier de lui créer une petite amie. Mais celle-ci se montre un peu trop entreprenante...
- "Boots Motel" racontée par L'Âne et Le Chat potté (parodie de Psychose)

Dans cette histoire, L'Âne et le Chat Potté trouvent refuge dans une auberge gardée par une vieille dame, un soir de pluie, où de nombreuses surprises les attendent.
- "Le Shrekxorciste" racontée par Shrek (parodie de L'Exorciste)

Dans cette histoire, Shrek doit babysitter Pinocchio alors qu'il est possédé par le démon.

## Fiche technique
- Titre : Shrek, fais-moi peur !
- Titre original : Scared Shrekless
- Réalisation : Gary Trousdale et Raman Hui
- Scénario : Sean Bishop, William Steig, Gary Trousdale
- Producteur : Karen Foster, Chad Hammes
- Genre : film d'animation, féerie
- Durée : 30 minutes
- Musique : Halli Cauthery
- Date de diffusion :
  -  États-Unis : 28 octobre 2010
  -  France : 11 novembre 2010
  -  Belgique :
- Film américain
- Tout public

## Distribution
| - Mike Myers : Shrek - Cameron Diaz : La Princesse Fiona - Antonio Banderas : Le Chat potté - Kristen Schaal : Sugar - Dean Edwards : L'Âne (Donkey) - Cody Cameron : Pinocchio / les Trois petits cochons - Christopher Knights : les souris aveugles - Conrad Vernon : Tit-Biscuit / Papa-tissier - Aron Warner : le Grand méchant loup - Patty Cornell et Susan Fitzer : le chœur de la machine à musique, dans la cour du château DuLoch - Sean Bishop : Geppetto, le Prince charmant et la "gaufre bourricophage qui réclame vengeance" - Miles Christopher Bakshi et Nina Zoe Bakshi : Les bébés Ogres (Felicia, Farkle et Fergus) - Louis Gabriel Basso III : Adolescent #1 - Devon Werkheiser : Adolescent #2 et Adolescent #3 | - Alain Chabat : Shrek - Barbara Tissier : La Princesse Fiona - Serge Faliu : L'Âne - Emmanuel Garijo : 'Tit-Biscuit - Alexandre Gillet : Pinocchio - Boris Rehlinger : Le Chat potté - Philippe Catoire : le Grand méchant loup - Éric Métayer : les souris aveugles - Jean-Loup Horwitz : les Trois petits cochons - Roger Carel : Jiminy Cricket - Lionel Tua : le Prince charmant - Nathalie Kanoui : Sugar - Voix additionnelles et Chœurs : Brenda Della Vallé, Charlotte Piazza, Mina Della Vallé, Marc Perez, Michel Costa, Éric Naudet, Raphaël Cohen, Georges Costa, Olivier Constantin, Cyril Dubreuil, Marie-Charlotte Leclaire, Yves Lecat, Karine Costa, Hughes Boucher, Elliot Coulpier |

## Anecdotes
- Le titre fait référence à Shérif, fais-moi peur dans la version française.
- Lorsque les "fiancées" de Tit-Biscuit envahissent la maison de pain d'épices, on peut entendre la musique d'introduction du film Shining.
- Quand Papatissier propose plusieurs fiancées à Tit-Biscuit, on peut voir la statue de la Liberté et la Vénus de Milo (Tit-Biscuit ajoutera au passage que cette dernière "fait trop peur").
- Dans La fiancée de Tit-Biscuit, Tit-Biscuit habite dans une maison de pain d'épices, en référence au conte Hansel et Gretel.
- Dans "La fiancée de Tit-Biscuit", on peut entendre la chanson Happy Together du groupe The Turtles.
- C'est Roger Carel lui-même qui double Jiminy Cricket dans ce court-métrage de Shrek. Il était déjà la voix française du criquet dans Pinocchio de Disney en 1975.
- Lorsque Shrek et Fiona entrent chez eux et que tous les personnages font du bruit, le spectateur peut clairement distinguer que les Trois petits cochons sont déguisés en clowns, ce qui n'est pas tellement en rapport avec Halloween. Les trois amis étant de par leur accent et leur vocabulaire d'origine Allemande, on peut supposer que ce rapprochement provient de la perception américaine des festivités allemandes. Néanmoins, les clowns ont acquis une mauvaise réputation depuis le roman Ça de Stephen King, et beaucoup de gens ont peur d'eux (coulrophobie). Ils peuvent ainsi être utilisés comme costume pour Halloween.
- C'est Serge Faliu qui interprète la voix de l'Âne dans ce spin-off, remplaçant le comédien d'origine, à savoir Med Hondo, par souci de disponibilité. De même dans la version originale, Dean Edwards remplace Eddie Murphy.
- L'histoire que commence à raconter l'Âne, assis sur le fauteuil de Shrek, est un mélange de plusieurs films et faits divers réels : Da Vinci Code (Silas) pour le psychopathe albinos, Ring pour le miroir effrayant, puis le trafic de rein clandestin au Mexique pour la baignoire pleine de glace.
- À la fin de l'histoire de Shrek, Pinocchio saute par la fenêtre et dégringole les escaliers jusqu'à se retrouver dans la rue piétonne. Dans L'Exorciste, ce n'est pas l'enfant « malade » qui est sujet à cette chute, mais le prêtre. C'est donc Shrek qui était supposé dévaler toutes ces marches. On notera par ailleurs une étendue des escaliers beaucoup plus longue que dans le film de William Friedkin.
- À la fin, lorsque Shrek dit à l'Âne qu'ils n'ont plus qu'à attendre la soi-disant venue du fantôme de Lord Farquaad, on assiste à la traditionnelle scène du château hanté, à savoir que l'esprit se dissimule dans une armure de chevalier. Cependant, on peut voir l'esprit de Lord Faarquad dans le court métrage Shrek 3D et il a l'apparence d'un fantôme. Par conséquent, il s'agit là davantage d'un clin d'œil à la scène du château hanté que d'un éventuel caméo du feu tyran.
- Parallèlement, lorsque Shrek dit à l'Âne « car dans mon souvenir si je ne m'abuse, indirectement, tu fus un des artisans de sa fin précipitée », il fait allusion à la fin de Shrek (film), lors de laquelle l'Âne ordonna à la dragonne de dévorer Farquaad.
- Boots Motel fait référence à Marraine la bonne fée, apparue dans Shrek 2. La vieille dame accueillant les deux héros est parée de la même coiffure, le spectateur découvre peu après que la vieille dame n'est autre que le Prince charmant (fils de marraine la bonne fée), qu'il a en possession la baguette magique de feu sa mère et qu'il réclame vengeance (pour la mort de sa mère).
- Lors de l'arrivée des protagonistes (alors au complet) dans la cour du château DuLoch, le public peut constater que la mosaïque au sol censée représenter Farquaad représente désormais un crâne humain coiffé du chapeau du feu tyran.
- Lors de cette même arrivée, la chanson qu'interprète le chœur dans la boîte à musique est radicalement différente de celle entendue dans le premier opus. De plus, les marionnettes brûlent et se détruisent comme dans Charlie et la chocolaterie. Voici les paroles de cette nouvelle version :

Bienvenue à DuLoch, la ville de la peur,

Qui était si belle, mais maintenant se meurt,

On vous coupera la tête, et on fera la fête,

DuLoch est très dangereux

Entrez donc, et sous peu,

Vous perdrez vos deux yeux,

Duloch est, DuLoch est, DuLoch est très dangereux.